# Карлтон Чемберс
Карлтон Чемберс (англ. Carlton Chambers; нар. 27 червня 1975) — канадський легкоатлет, що спеціалізується на спринті та стрибках у довжину, олімпійський чемпіон 1996 року, чемпіон світу.

## Кар'єра
| Рік                | Змагання           | Місто              | Місце              | Дисципліна            | Примітки           |
| Представник Канада | Представник Канада | Представник Канада | Представник Канада | Представник Канада    | Представник Канада |
| ------------------ | ------------------ | ------------------ | ------------------ | --------------------- | ------------------ |
| 1996               | Олімпійські ігри   | Лос-Анджелес, США  | 6 (забіг)          | біг на 200 метрів     | 21.32              |
| 1996               | Олімпійські ігри   | Лос-Анджелес, США  | 1                  | естафета 4×100 метрів | 37.69              |
| 1997               | Чемпіонат світу    | Афіни, Греція      | 4 (забіг)          | біг на 100 метрів     | 10.49              |
| 1997               | Чемпіонат світу    | Афіни, Греція      | 1                  | естафета 4×100 метрів | 37.86              |